# Anisocentropus maclachlani
Anisocentropus maclachlani is een schietmot uit de
familie Calamoceratidae. De soort komt voor in het Australaziatisch gebied.